# Nati nel 1989/Gennaio
| Questa pagina contiene informazioni ricavate automaticamente dalle voci biografiche con l'ausilio del template Bio e di un bot. L'aggiornamento è periodico e automatico e ricostruisce completamente la pagina. Se manca una persona in questa lista, sei pregato di non aggiungerla, ma accertati piuttosto che la sua voce biografica contenga il template Bio e che i dati anagrafici siano correttamente compilati. Se il template Bio manca, inseriscilo tu stesso o, in alternativa, metti l'avviso {{tmp\|Bio}} che ne segnala la mancanza. Se i dati riportati sono sbagliati, correggi direttamente la voce biografica; le modifiche saranno visibili in questa lista entro pochi giorni. Per chiarimenti vedi il progetto biografie. La lista contiene solo le 611 persone che sono citate nell'enciclopedia e per le quali è stato implementato correttamente il template Bio. Pagina aggiornata al 10 ago 2025. |

- 1º gennaio - Faisal Aden, ex cestista somalo
- 1º gennaio - Fatih Avan, giavellottista turco
- 1º gennaio - Joseph Barksdale, giocatore di football americano statunitense
- 1º gennaio - David Barmasai, maratoneta keniota
- 1º gennaio - Joey Batey, attore e musicista britannico
- 1º gennaio - Essaïd Belkalem, ex calciatore algerino
- 1º gennaio - Zoe Boyle, attrice britannica
- 1º gennaio - Natalie Dianová, pentatleta ceca
- 1º gennaio - Felix Drahotta, canottiere tedesco
- 1º gennaio - Matija Dvorneković, ex calciatore croato
- 1º gennaio - Jon Flanagan, ex calciatore inglese
- 1º gennaio - Gaby Jallo, ex calciatore siriano
- 1º gennaio - Manuel Kramer, sciatore di velocità e ex sciatore alpino austriaco
- 1º gennaio - Kostjantyn Machnovs'kyj, ex calciatore ucraino
- 1º gennaio - Ioana Nemțanu, pallavolista rumena
- 1º gennaio - Adam Okruashvili, judoka georgiano
- 1º gennaio - Žiga Pance, hockeista su ghiaccio sloveno
- 1º gennaio - Stefan Reinartz, ex calciatore tedesco
- 1º gennaio - Roniit, cantautrice e produttrice discografica statunitense
- 1º gennaio - Sabah Şəriəti, lottatore azero
- 1º gennaio - Andrew Simpson, attore britannico
- 1º gennaio - Dejan Školnik, ex calciatore sloveno
- 1º gennaio - Nadjib Temmar, judoka algerino
- 1º gennaio - Idan Vered, calciatore israeliano
- 1º gennaio - Edita Vilkevičiūtė, modella lituana
- 2 gennaio - Fabio Balsamo, attore, comico e conduttore televisivo italiano
- 2 gennaio - Aymen Belaïd, calciatore tunisino
- 2 gennaio - Olivia Bertrand, ex sciatrice alpina francese
- 2 gennaio - Francesco Bini, calciatore italiano
- 2 gennaio - Valentin Crețu, calciatore rumeno
- 2 gennaio - Mignane Diouf, calciatore senegalese
- 2 gennaio - Ferhat Kiraz, ex calciatore turco
- 2 gennaio - Bianca Knight, velocista statunitense
- 2 gennaio - Roberto Maytín, ex tennista venezuelano
- 2 gennaio - Lydia Morgenstern, doppiatrice e conduttrice radiofonica tedesca
- 2 gennaio - Fozil Musayev, calciatore uzbeko
- 2 gennaio - Sunny Omoregie, calciatore nigeriano
- 2 gennaio - Derlis Orué, calciatore paraguaiano
- 2 gennaio - Şeref Osmanoğlu, triplista ucraino
- 2 gennaio - Renata Spagnolo, ex nuotatrice italiana
- 2 gennaio - Okilani Tinilau, velocista e calciatore tuvaluano
- 2 gennaio - Renan Silva, calciatore brasiliano
- 3 gennaio - Stefano Agostini, ex ciclista su strada italiano
- 3 gennaio - Christian Ballard, ex giocatore di football americano statunitense
- 3 gennaio - Hovig Demirjian, cantante cipriota
- 3 gennaio - Dylan Duventru, calciatore francese
- 3 gennaio - Frédéric Frans, ex calciatore belga
- 3 gennaio - Adas Juškevičius, cestista lituano
- 3 gennaio - Alex D. Linz, attore statunitense
- 3 gennaio - Jordi Masip, ex calciatore spagnolo
- 3 gennaio - Julia Nunes, cantautrice e youtuber statunitense
- 3 gennaio - Ben O'Keeffe, arbitro di rugby a 15 e medico neozelandese
- 3 gennaio - Tufan Önen, cestista turco
- 3 gennaio - Automne Pavia, judoka francese
- 3 gennaio - Anya Rozova, modella russa
- 3 gennaio - Kōhei Uchimura, ex ginnasta giapponese
- 3 gennaio - Arielle Wilson, ex pallavolista e allenatrice di pallavolo statunitense
- 3 gennaio - Hiraç Yagan, ex calciatore armeno
- 4 gennaio - Aras Aydın, attore turco
- 4 gennaio - Andrés Cabrero, calciatore portoricano
- 4 gennaio - Drew Davis, giocatore di football americano statunitense
- 4 gennaio - Laura Giombini, giocatrice di beach volley e ex pallavolista italiana
- 4 gennaio - Jan Hable, ex calciatore ceco
- 4 gennaio - Kariem Hussein, ostacolista svizzero
- 4 gennaio - Shōta Kawazoe, giocatore di bowling giapponese
- 4 gennaio - Hélder Lopes, calciatore portoghese
- 4 gennaio - Kim López González, atleta paralimpico spagnolo
- 4 gennaio - Sergio Daniel López, calciatore argentino
- 4 gennaio - Labrinth, cantautore e produttore discografico britannico
- 4 gennaio - Dezman Moses, giocatore di football americano statunitense
- 4 gennaio - Esava Naqeleca, calciatore figiano
- 4 gennaio - Tiago Jorge Oliveira Lopes, calciatore portoghese
- 4 gennaio - Federico Pereyra, calciatore argentino
- 4 gennaio - Kevin Pillar, giocatore di baseball statunitense
- 4 gennaio - Wiljan Pluim, calciatore olandese
- 4 gennaio - Graham Rahal, pilota automobilistico statunitense
- 4 gennaio - Javier Reina, calciatore colombiano
- 4 gennaio - Fernando Romboli, tennista brasiliano
- 4 gennaio - Allysa Seely, triatleta statunitense
- 4 gennaio - Ioana Strungaru, canottiera rumena
- 4 gennaio - Julius Yego, giavellottista keniota
- 5 gennaio - Mykola Balakin, arbitro di calcio ucraino
- 5 gennaio - Carlos Wilson Cachicote da Rocha, ex calciatore portoghese
- 5 gennaio - Eduardo Escobar, giocatore di baseball venezuelano
- 5 gennaio - Mike Harris, giocatore di football americano statunitense
- 5 gennaio - Juninho, ex calciatore brasiliano
- 5 gennaio - Kim Kuk-jin, ex calciatore nordcoreano
- 5 gennaio - Krisztián Németh, calciatore ungherese
- 5 gennaio - Ángel Orué, calciatore paraguaiano
- 5 gennaio - Conan Osíris, cantautore portoghese
- 5 gennaio - Yasin Pehlivan, calciatore austriaco
- 5 gennaio - Mirko Tedeschi, ex ciclista su strada italiano
- 5 gennaio - Brandon Wood, cestista statunitense
- 5 gennaio - Erdem Şen, ex calciatore belga
- 6 gennaio - Vittorio Basso, ex hockeista su ghiaccio italiano
- 6 gennaio - Kurtley Beale, rugbista a 15 australiano
- 6 gennaio - Ol'ha Bojčenko, calciatrice ucraina
- 6 gennaio - Andy Carroll, calciatore inglese
- 6 gennaio - Arquímedes Figuera, calciatore venezuelano
- 6 gennaio - Rafael García Casanova, ex calciatore uruguaiano
- 6 gennaio - Sergio León, calciatore spagnolo
- 6 gennaio - Shiori Mikami, doppiatrice giapponese
- 6 gennaio - Bogdan Miličić, calciatore serbo
- 6 gennaio - Derrick Morgan, ex giocatore di football americano statunitense
- 6 gennaio - Max Pirkis, attore britannico
- 6 gennaio - Fabien Robert, ex calciatore francese
- 6 gennaio - Nicky Romero, disc jockey e produttore discografico olandese
- 6 gennaio - Xamdam Sobirov, cantante uzbeko
- 6 gennaio - Esteban Sáez, calciatore cileno
- 6 gennaio - Rosmy, cantautrice e attrice italiana
- 6 gennaio - Andrea Terenzi, giocatore di calcio a 5 italiano
- 6 gennaio - John Tshibumbu, ex calciatore congolese (Repubblica Democratica del Congo)
- 6 gennaio - Marco Völler, dirigente sportivo e cestista tedesco
- 7 gennaio - Miles Addison, ex calciatore inglese
- 7 gennaio - Zakarya Bergdich, ex calciatore francese
- 7 gennaio - Omar Bertazzo, triatleta, ex ciclista su strada e pistard italiano
- 7 gennaio - Elroy Cohen, ex calciatore israeliano
- 7 gennaio - John Degenkolb, ciclista su strada tedesco
- 7 gennaio - Jérémy Huyghebaert, calciatore belga
- 7 gennaio - Emiliano Insúa, ex calciatore argentino
- 7 gennaio - Genevieve Kang, attrice canadese
- 7 gennaio - Ferhat Kaplan, calciatore turco
- 7 gennaio - Vital' Kibuk, calciatore bielorusso
- 7 gennaio - Björn Kopplin, calciatore tedesco
- 7 gennaio - Wendell Lira, ex calciatore brasiliano
- 7 gennaio - George Maluleka, calciatore sudafricano
- 7 gennaio - Jonathan Mejía, calciatore honduregno
- 7 gennaio - Zamal Nixon, cestista statunitense
- 7 gennaio - Igor' Portnjagin, ex calciatore russo
- 7 gennaio - Marcos Santos, lottatore portoricano
- 7 gennaio - Lahav Shani, direttore d'orchestra e pianista israeliano
- 7 gennaio - Johanna Tayeau, ex cestista francese
- 7 gennaio - David Templeton, calciatore scozzese
- 7 gennaio - Wrabel, cantautore e paroliere statunitense
- 7 gennaio - Zhang Chiming, calciatore cinese
- 8 gennaio - Marwa Amri, lottatrice tunisina
- 8 gennaio - Jessica Beard, velocista statunitense
- 8 gennaio - Ian Bermingham, ex calciatore irlandese
- 8 gennaio - Daniel Björnquist, calciatore svedese
- 8 gennaio - Oliver Bozanic, calciatore australiano
- 8 gennaio - Danny Carvajal, calciatore costaricano
- 8 gennaio - Josh Cooper, ex giocatore di football americano statunitense
- 8 gennaio - Aaron Cruden, rugbista a 15 neozelandese
- 8 gennaio - Orel Dgani, calciatore israeliano
- 8 gennaio - Feng Renliang, calciatore cinese
- 8 gennaio - Fabian Frei, calciatore svizzero
- 8 gennaio - Costin Gheorghe, ex calciatore rumeno
- 8 gennaio - Jakob Jantscher, calciatore austriaco
- 8 gennaio - Zhang Jiawei, pugile cinese
- 8 gennaio - Kim Ga-eun, attrice sudcoreana
- 8 gennaio - Dominique Malonga, ex calciatore francese
- 8 gennaio - Marcel Meisen, ex ciclocrossista e ex ciclista su strada tedesco
- 8 gennaio - Gaia Messerklinger, attrice italiana
- 8 gennaio - Artjoms Osipovs, ex calciatore lettone
- 8 gennaio - Carlo Pelagatti, calciatore italiano
- 8 gennaio - Dmitriy Reiherd, sciatore freestyle kazako
- 8 gennaio - Michela Rodella, ex calciatrice italiana
- 8 gennaio - Slowgold, cantante svedese
- 8 gennaio - Karan Soni, attore statunitense
- 8 gennaio - Non Stanford, triatleta britannica
- 8 gennaio - Mariana Vicente, modella portoricana
- 8 gennaio - Miho Watanabe, ex pallavolista giapponese
- 9 gennaio - Javier Ortiz, giocatore di calcio a 5 colombiano
- 9 gennaio - Michael Beasley, cestista statunitense
- 9 gennaio - Kevin Benavides, pilota motociclistico argentino
- 9 gennaio - Matías Celis, ex calciatore cileno
- 9 gennaio - Nina Dobrev, attrice bulgara
- 9 gennaio - Baiba Eglīte, cestista lettone
- 9 gennaio - Umberto Eusepi, calciatore italiano
- 9 gennaio - Mindaugas Girdžiūnas, cestista lituano
- 9 gennaio - María Guadalupe González, marciatrice messicana
- 9 gennaio - Kathrin Hammes, ex ciclista su strada tedesca
- 9 gennaio - Jeon Na-young, attrice teatrale e cantante sudcoreana
- 9 gennaio - Dinko Jukić, ex nuotatore croato
- 9 gennaio - Zsolt Korcsmár, calciatore ungherese
- 9 gennaio - Michaëlla Krajicek, ex tennista olandese
- 9 gennaio - Daniel Lovinho, ex calciatore brasiliano
- 9 gennaio - Jana Maksimava, multiplista bielorussa
- 9 gennaio - Laura Marzadori, violinista italiana
- 9 gennaio - William Mendieta, calciatore paraguaiano
- 9 gennaio - Rikke Møller Pedersen, ex nuotatrice danese
- 9 gennaio - Nick Phipps, rugbista a 15 australiano
- 9 gennaio - Serhij Politylo, calciatore ucraino
- 9 gennaio - Andrés Ravecca, calciatore uruguaiano
- 9 gennaio - Samardo Samuels, cestista giamaicano
- 9 gennaio - Rachel Sánchez, pallavolista cubana
- 9 gennaio - Yū Tamura, rugbista a 15 giapponese
- 9 gennaio - Tan Yang, calciatore cinese
- 9 gennaio - Ben Turgeman, ex calciatore israeliano
- 9 gennaio - Camilo Vargas, calciatore colombiano
- 9 gennaio - Ivan Vasil'ev, ballerino e coreografo russo
- 9 gennaio - Wellington Oliveira dos Reis, calciatore brasiliano
- 10 gennaio - Kwame Attram, calciatore ghanese
- 10 gennaio - Marvin Austin, giocatore di football americano statunitense
- 10 gennaio - Briga, cantautore e rapper italiano
- 10 gennaio - Kristian Bjørnsen, pallamanista norvegese
- 10 gennaio - Mario Brlečić, calciatore croato
- 10 gennaio - Conor Dwyer, ex nuotatore statunitense
- 10 gennaio - Ali Gabr, calciatore egiziano
- 10 gennaio - Jerai Grant, cestista statunitense
- 10 gennaio - Martin Grasegger, calciatore austriaco
- 10 gennaio - Hideo Ishiguro, attore giapponese
- 10 gennaio - Jasmin Kurtić, calciatore sloveno
- 10 gennaio - Gerson Martínez, calciatore cileno
- 10 gennaio - Emily Meade, attrice statunitense
- 10 gennaio - Sarah Michel, cestista francese
- 10 gennaio - María Payá Acevedo, attivista cubana
- 10 gennaio - Michail Poliščuk, nuotatore russo
- 10 gennaio - Niccolò Ronchetti, scacchista italiano
- 10 gennaio - Stauros Schizas, cestista greco
- 10 gennaio - Fiona Steil-Antoni, scacchista lussemburghese
- 10 gennaio - Zuria Vega, attrice messicana
- 10 gennaio - Jesús Vera, calciatore argentino
- 10 gennaio - Wang Dalei, calciatore cinese
- 10 gennaio - Wu Jingbiao, sollevatore cinese
- 11 gennaio - Darko Bodul, calciatore croato
- 11 gennaio - Demario Davis, giocatore di football americano statunitense
- 11 gennaio - Emili García, calciatore andorrano
- 11 gennaio - Jedidiah Goodacre, attore canadese
- 11 gennaio - Marcus Haber, calciatore canadese
- 11 gennaio - John Kamyuka, ex nuotatore botswano
- 11 gennaio - Plamen Kračunov, calciatore bulgaro
- 11 gennaio - Pieter Labuschagné, rugbista a 15 sudafricano
- 11 gennaio - Scott Neville, calciatore australiano
- 11 gennaio - Claire Rafferty, ex calciatrice britannica
- 11 gennaio - Ivan Tatomirović, ex calciatore serbo
- 11 gennaio - Leandro da Silva, ex calciatore brasiliano
- 12 gennaio - Nenad Adamović, calciatore serbo
- 12 gennaio - Haraldur Björnsson, calciatore islandese
- 12 gennaio - Claire Donahue, ex nuotatrice statunitense
- 12 gennaio - Iong Kim Fai, ex ostacolista macaense
- 12 gennaio - Alan Kardec, calciatore brasiliano
- 12 gennaio - Leonhard Kaufmann, calciatore austriaco
- 12 gennaio - Branko Lazić, cestista serbo
- 12 gennaio - Italee Lucas, cestista statunitense
- 12 gennaio - Michał Miśkiewicz, ex calciatore polacco
- 12 gennaio - Geordy Monfils, attore e regista belga
- 12 gennaio - Bruno Eduardo Moraes, calciatore brasiliano
- 12 gennaio - Danilo Moreno Asprilla, calciatore colombiano
- 12 gennaio - Bastian Oczipka, ex calciatore tedesco
- 12 gennaio - Tiler Peck, ballerina statunitense
- 12 gennaio - Aneta Sablik, cantante polacca
- 12 gennaio - Favio Segovia, ex calciatore argentino
- 12 gennaio - Siniša Stevanović, calciatore serbo
- 12 gennaio - Stevan Stojkov, cestista serbo
- 12 gennaio - Lee Tomlin, ex calciatore inglese
- 12 gennaio - Cliff Tucker, cestista statunitense († 2018)
- 12 gennaio - Axel Witsel, calciatore belga
- 12 gennaio - Petr Wojnar, ex calciatore ceco
- 12 gennaio - Sofia Šapatava, tennista georgiana
- 13 gennaio - Andy Allo, attrice, musicista e chitarrista statunitense
- 13 gennaio - John Astley, giocatore di snooker inglese
- 13 gennaio - Antoni Baliu, hockeista su pista spagnolo
- 13 gennaio - Vera Barbosa, ostacolista e velocista capoverdiana
- 13 gennaio - Morgan Burnett, ex giocatore di football americano statunitense
- 13 gennaio - Luiz Júnior, calciatore brasiliano
- 13 gennaio - Adrián Expósito, attore e modello spagnolo
- 13 gennaio - Tullio Ferrante, politico italiano
- 13 gennaio - Heath Hembree, giocatore di baseball statunitense
- 13 gennaio - Pól Jóhannus Justinussen, calciatore faroese
- 13 gennaio - Triinu Kivilaan, cantante e bassista estone
- 13 gennaio - Justin Knox, cestista statunitense
- 13 gennaio - Yannick Lebherz, ex nuotatore tedesco
- 13 gennaio - Ajub Magomadov, artista marziale russo
- 13 gennaio - Doug Martin, giocatore di football americano statunitense
- 13 gennaio - Tim Matavž, calciatore sloveno
- 13 gennaio - Aleksandr Minčenkov, ex calciatore russo
- 13 gennaio - Beau Mirchoff, attore statunitense
- 13 gennaio - Jennifer Oehrli, calciatrice svizzera
- 13 gennaio - Romeu Ribeiro, ex calciatore portoghese
- 13 gennaio - Andrew Redmayne, calciatore australiano
- 13 gennaio - Miguel Alexandre Jesus Rosa, calciatore portoghese
- 13 gennaio - Michael Schulze, ex calciatore tedesco
- 13 gennaio - Fuyuko Tachizaki, ex biatleta giapponese
- 13 gennaio - Marino Šarlija, cestista croato
- 14 gennaio - Snežana Aleksić, cestista montenegrina
- 14 gennaio - Frankie Bridge, cantante britannica
- 14 gennaio - Adam Clayton, calciatore inglese
- 14 gennaio - Élodie Clouvel, pentatleta francese
- 14 gennaio - Sebastián D'Angelo, ex calciatore argentino
- 14 gennaio - Chino Darín, attore argentino
- 14 gennaio - Benedetta Degli Innocenti, doppiatrice italiana
- 14 gennaio - Emma Greenwell, attrice statunitense
- 14 gennaio - Felix Guerra, calciatore cubano
- 14 gennaio - Tobias Karlsson, calciatore svedese
- 14 gennaio - Liu Xiaodong, ex calciatore cinese
- 14 gennaio - Aomi Muyock, modella e attrice svizzera
- 14 gennaio - Alcides Peña, calciatore boliviano
- 14 gennaio - Edoardo Purgatori, attore italiano
- 14 gennaio - Erlend Skaga, giocatore di calcio a 5, allenatore di calcio a 5 e calciatore norvegese
- 14 gennaio - Brooque Williams, cestista statunitense
- 15 gennaio - Pablo Almazán, cestista spagnolo
- 15 gennaio - Kelci Bryant, tuffatrice statunitense
- 15 gennaio - Gonzalo Cabrera, ex calciatore argentino
- 15 gennaio - Christoffer Carlsson, ex calciatore svedese
- 15 gennaio - Nikki Coates, pilota motociclistico britannico
- 15 gennaio - Ryan Corr, attore australiano
- 15 gennaio - Martin Dúbravka, calciatore slovacco
- 15 gennaio - Louice Halvarsson, cestista svedese
- 15 gennaio - Hui Jiakang, calciatore cinese
- 15 gennaio - Emanuel Más, calciatore argentino
- 15 gennaio - Anita Márton, pesista e discobola ungherese
- 15 gennaio - Luis Alberto Orta, mezzofondista e maratoneta venezuelano
- 15 gennaio - Tywilliam Pacheco, schermidore brasiliano
- 15 gennaio - Mathilde Panot, politica francese
- 15 gennaio - Tasha Reign, attrice pornografica statunitense
- 15 gennaio - Thelma Rodríguez, modella nicaraguense
- 15 gennaio - Nicole Ross, schermitrice statunitense
- 15 gennaio - Celinde Schoenmaker, attrice e soprano olandese
- 15 gennaio - Flux Pavilion, disc jockey britannico
- 15 gennaio - Sun Ye, ex nuotatrice cinese
- 15 gennaio - Il'ja Vaganov, ex calciatore russo
- 15 gennaio - Zsófia Varga, cestista ungherese
- 15 gennaio - Chris White, ex giocatore di football americano statunitense
- 16 gennaio - Semih Aydilek, ex calciatore tedesco
- 16 gennaio - Matej Bagarić, calciatore croato
- 16 gennaio - Chakir Boujattaoui, mezzofondista, siepista e maratoneta marocchino
- 16 gennaio - Adam Brown, nuotatore britannico
- 16 gennaio - Charlie Buckingham, velista statunitense
- 16 gennaio - Rafael Carioca, calciatore brasiliano
- 16 gennaio - Diana Da Rugna, ex hockeista su ghiaccio italiana
- 16 gennaio - Kiesza, cantautrice e ballerina canadese
- 16 gennaio - Sergio Kerusch, ex cestista statunitense
- 16 gennaio - Paul Lasne, ex calciatore francese
- 16 gennaio - Chris Maguire, calciatore scozzese
- 16 gennaio - Casey Matthews, giocatore di football americano statunitense
- 16 gennaio - Romário Pires, calciatore brasiliano
- 16 gennaio - Agnieszka Skobel, cestista polacca
- 16 gennaio - Jeroen Tesselaar, ex calciatore olandese
- 16 gennaio - Yvonne Zima, attrice statunitense
- 17 gennaio - Jean-Jacques Acquevillo, pallamanista francese
- 17 gennaio - Darío Álvarez, giocatore di baseball dominicano
- 17 gennaio - Byron Bell, giocatore di football americano statunitense
- 17 gennaio - Léster Blanco, calciatore salvadoregno
- 17 gennaio - Federico Costantini, attore, disc jockey e produttore discografico italiano
- 17 gennaio - Antoine Diot, cestista francese
- 17 gennaio - Jonathan Horne, karateka tedesco
- 17 gennaio - Pierre Le Coq, velista francese
- 17 gennaio - Vincenzo Mangiacapre, ex pugile italiano
- 17 gennaio - Oybek Qilichev, ex calciatore uzbeko
- 17 gennaio - Pedro Daniel Ribeiro Alves, ex calciatore portoghese
- 17 gennaio - Kandace Springs, cantante e pianista statunitense
- 17 gennaio - Kelly Marie Tran, attrice statunitense
- 17 gennaio - DeMarcus Van Dyke, giocatore di football americano statunitense
- 17 gennaio - Kōji Yamamuro, ginnasta giapponese
- 17 gennaio - Zhang Rui, calciatrice cinese
- 18 gennaio - Unai Albizua, calciatore spagnolo
- 18 gennaio - Katharina Baunach, ex calciatrice tedesca
- 18 gennaio - Ivan Cačev, calciatore bulgaro
- 18 gennaio - Tank Carder, giocatore di football americano statunitense
- 18 gennaio - Chen Long, giocatore di badminton cinese
- 18 gennaio - Marcelo Demoliner, tennista brasiliano
- 18 gennaio - Per-Egil Flo, calciatore norvegese
- 18 gennaio - Adrienne Johnson, ex cestista statunitense
- 18 gennaio - Kamal Kamyabinia, calciatore iraniano
- 18 gennaio - Brendan Moloney, ex calciatore irlandese
- 18 gennaio - Keaton Nankivil, ex cestista statunitense
- 18 gennaio - Dutch Nazari, rapper e cantautore italiano
- 18 gennaio - Barbara Nwaba, ex multiplista statunitense
- 18 gennaio - Rafał Omelko, velocista polacco
- 18 gennaio - Rubén Miño, calciatore spagnolo
- 18 gennaio - Thomas Salamon, calciatore austriaco
- 18 gennaio - Maxime Teixeira, ex tennista francese
- 18 gennaio - Deivid Willian da Silva, ex calciatore brasiliano
- 19 gennaio - Nana Mensah, calciatore beliziano
- 19 gennaio - Márk Bencsics, giocatore di football americano ungherese
- 19 gennaio - Dentinho, calciatore brasiliano
- 19 gennaio - Augustine Ejangue, calciatrice camerunese
- 19 gennaio - Hen Ezra, ex calciatore israeliano
- 19 gennaio - He Wenna, ginnasta cinese
- 19 gennaio - Jonathan López, calciatore argentino
- 19 gennaio - Astier Nicolas, cavaliere francese
- 19 gennaio - Dustin Poirier, artista marziale misto statunitense
- 19 gennaio - Alberto Prada, calciatore spagnolo
- 19 gennaio - Maxim Rodshtein, scacchista israeliano
- 19 gennaio - Klodian Samina, calciatore albanese
- 19 gennaio - Yūki Sanetō, calciatore giapponese
- 19 gennaio - Andrea Scarpellini, calciatrice italiana
- 19 gennaio - Tomáš Smola, calciatore ceco
- 19 gennaio - Stef Wijlaars, ex calciatore olandese
- 20 gennaio - Dušan Brković, calciatore serbo
- 20 gennaio - Kim Bui, ex ginnasta tedesca
- 20 gennaio - Ananias Eloi Castro Monteiro, calciatore brasiliano († 2016)
- 20 gennaio - Carson Clark, pallavolista statunitense
- 20 gennaio - Nadia Di Cello, attrice argentina
- 20 gennaio - David Drocco, calciatore argentino
- 20 gennaio - Gonzalo Escobar, tennista ecuadoriano
- 20 gennaio - Nick Foles, ex giocatore di football americano statunitense
- 20 gennaio - Kévin Gomis, ex calciatore francese
- 20 gennaio - Sole Jaimes, calciatrice argentina
- 20 gennaio - Dena Kaplan, attrice, ballerina e modella sudafricana
- 20 gennaio - Radim Řezník, calciatore ceco
- 20 gennaio - Julia Riedel, pattinatrice di short track tedesca
- 20 gennaio - Jorn Steinbach, ex cestista belga
- 20 gennaio - Emmanuel Vermignon, calciatore francese
- 20 gennaio - Washington Santana da Silva, calciatore brasiliano
- 21 gennaio - Cornelius Adler, ex cestista tedesco
- 21 gennaio - Arash Afshin, ex calciatore iraniano
- 21 gennaio - Murilo de Almeida, ex calciatore brasiliano
- 21 gennaio - Doğuş Balbay, ex cestista turco
- 21 gennaio - Kayla Banwarth, allenatrice di pallavolo e ex pallavolista statunitense
- 21 gennaio - Attila Busai, ex calciatore ungherese
- 21 gennaio - Aslan Darabayev, calciatore kazako
- 21 gennaio - Daniel Dimov, calciatore bulgaro
- 21 gennaio - Férébory Doré, ex calciatore congolese (Repubblica del Congo)
- 21 gennaio - Sergej Fesikov, ex nuotatore russo
- 21 gennaio - Guðmundur Reynir Gunnarsson, ex calciatore islandese
- 21 gennaio - Justin Houston, giocatore di football americano statunitense
- 21 gennaio - Henrix Mxit'aryan, calciatore armeno
- 21 gennaio - Ken André Olimb, hockeista su ghiaccio norvegese
- 21 gennaio - Matteo Pelucchi, ex ciclista su strada e pistard italiano
- 21 gennaio - Zhang Shuai, tennista cinese
- 22 gennaio - Jucimar Lima Pacheco, calciatore brasiliano
- 22 gennaio - Nicolò Cazzolato, cestista italiano
- 22 gennaio - Alex Emenike, ex calciatore nigeriano
- 22 gennaio - Cláudio Fonseca, cestista portoghese
- 22 gennaio - Jorge Galán, calciatore spagnolo
- 22 gennaio - Mahir Jassem, calciatore emiratino
- 22 gennaio - Ugo Legrand, judoka francese
- 22 gennaio - Lu Ying, nuotatrice cinese
- 22 gennaio - Lois Maynard, calciatore inglese
- 22 gennaio - Oscar Möller, hockeista su ghiaccio svedese
- 22 gennaio - Zarija Peličić, ex calciatore montenegrino
- 22 gennaio - Pheak Rady, calciatore cambogiano
- 22 gennaio - Theo Robinson, calciatore giamaicano
- 22 gennaio - Kevin Wattamaleo, ex calciatore olandese
- 23 gennaio - Mohammed Marzooq, calciatore emiratino
- 23 gennaio - Ioana Bortan, calciatrice e allenatrice di calcio rumena
- 23 gennaio - Robert Carson, giocatore di baseball statunitense
- 23 gennaio - Twan Castelijns, ex ciclista su strada olandese
- 23 gennaio - James Chester, calciatore inglese
- 23 gennaio - Daniil Davydov, giocatore di calcio a 5 russo
- 23 gennaio - Lukáš Greššák, calciatore slovacco
- 23 gennaio - Matt Howard, ex cestista statunitense
- 23 gennaio - Igor Jugović, calciatore croato
- 23 gennaio - Kang Dong-yun, goista sudcoreano
- 23 gennaio - Ovidy Karuru, ex calciatore zimbabwese
- 23 gennaio - Milen Kostov, cestista bulgaro
- 23 gennaio - Paulo Júnior, ex calciatore brasiliano
- 23 gennaio - April Pearson, attrice e modella inglese
- 23 gennaio - Shen Yang, scacchista cinese
- 23 gennaio - Alice Teghil, attrice italiana
- 24 gennaio - Humood AlKhudher, cantante kuwaitiano
- 24 gennaio - Emiliano Albín, ex calciatore uruguaiano
- 24 gennaio - Chris Banchero, cestista filippino
- 24 gennaio - Serena Capponcelli, altista e ex bobbista italiana
- 24 gennaio - John Collins, canottiere britannico
- 24 gennaio - Samba Diakité, ex calciatore maliano
- 24 gennaio - Calvin Goldspink, attore inglese
- 24 gennaio - Gong Lijiao, pesista cinese
- 24 gennaio - Serdar Kesimal, allenatore di calcio e ex calciatore turco
- 24 gennaio - Ki Sung-yueng, calciatore sudcoreano
- 24 gennaio - Ben Lamb, attore britannico
- 24 gennaio - Trevor Mbakwe, ex cestista e allenatore di pallacanestro statunitense
- 24 gennaio - Whit Merrifield, giocatore di baseball statunitense
- 24 gennaio - José María Angresola Jiménez, allenatore di calcio e ex calciatore spagnolo
- 24 gennaio - Asano Nagasato, ex calciatrice giapponese
- 24 gennaio - Robert Nyakundi, ex cestista statunitense
- 24 gennaio - Ta'Shia Phillips, ex cestista statunitense
- 24 gennaio - José Quintana, giocatore di baseball colombiano
- 24 gennaio - Miloš Rnić, calciatore serbo
- 24 gennaio - John-Patrick Smith, tennista australiano
- 24 gennaio - Stélvio Rosa da Cruz, calciatore angolano
- 24 gennaio - Beka Tughushi, ex calciatore georgiano
- 24 gennaio - Dar'ja Virolajnen, biatleta russa
- 25 gennaio - Henri Belle, calciatore camerunese
- 25 gennaio - Robin Benzing, cestista tedesco
- 25 gennaio - Vincent Brown, giocatore di football americano statunitense
- 25 gennaio - Allysha Chapman, calciatrice canadese
- 25 gennaio - Marc Donato, attore canadese
- 25 gennaio - Manuel Fernández, calciatore uruguaiano
- 25 gennaio - Stu Grayson, wrestler canadese
- 25 gennaio - Murad Hüseynov, ex calciatore azero
- 25 gennaio - Facundo Imhoff, pallavolista argentino
- 25 gennaio - Sheryfa Luna, cantante francese
- 25 gennaio - Aleksandr Petrov, attore russo
- 25 gennaio - Derek Plug, bobbista canadese
- 25 gennaio - Clara Ponsot, attrice francese
- 25 gennaio - Víctor Ruiz, ex calciatore spagnolo
- 25 gennaio - Anton Shoutvin, cestista israeliano
- 25 gennaio - Christian Spescha, ex sciatore alpino svizzero
- 25 gennaio - Mikako Tabe, attrice giapponese
- 25 gennaio - Evan Taylor, calciatore giamaicano
- 25 gennaio - Radu Zaharia, ex calciatore rumeno
- 25 gennaio - Marcelina Zawadzka, modella polacca
- 26 gennaio - Raymond Baten, ex calciatore olandese
- 26 gennaio - Bar Belfer, attrice, militare e giornalista israeliana
- 26 gennaio - MarShon Brooks, cestista statunitense
- 26 gennaio - Teon Freeman, wrestler statunitense
- 26 gennaio - Paulo Roberto Gonzaga, ex calciatore brasiliano
- 26 gennaio - Curtis Gonzales, calciatore trinidadiano
- 26 gennaio - Jin Ki-joo, attrice sudcoreana
- 26 gennaio - Jesper Juelsgård, calciatore danese
- 26 gennaio - Uladzimir Jurčanka, ex calciatore bielorusso
- 26 gennaio - Sherzod Karimov, ex calciatore uzbeko
- 26 gennaio - Kerim Lechner, batterista austriaco
- 26 gennaio - Li Lingwei, giavellottista cinese
- 26 gennaio - Lin Qingfeng, sollevatore cinese
- 26 gennaio - Tim Lindgren, ex sciatore alpino svedese
- 26 gennaio - Álex Llorca, cestista spagnolo
- 26 gennaio - Laxmirani Majhi, ex arciera indiana
- 26 gennaio - Marin Matoš, calciatore croato
- 26 gennaio - Celso Ortiz, calciatore paraguaiano
- 26 gennaio - Ádám Présinger, calciatore ungherese
- 26 gennaio - Óskar Pétursson, calciatore islandese
- 26 gennaio - Tiago Real, calciatore brasiliano
- 26 gennaio - Aura Rolenzetti, modella e attrice italiana
- 26 gennaio - Torrey Smith, giocatore di football americano statunitense
- 26 gennaio - Jan Urbas, hockeista su ghiaccio sloveno
- 26 gennaio - Ruy Franco de Almeida Júnior, calciatore brasiliano
- 26 gennaio - Milton Álvarez, calciatore argentino
- 27 gennaio - Alberto Botía, calciatore spagnolo
- 27 gennaio - Dyllón Burnside, attore e cantante statunitense
- 27 gennaio - David Omar Rodríguez Barrera, ex calciatore spagnolo
- 27 gennaio - Dennis Del Valle, pallavolista portoricano
- 27 gennaio - Edgardo Goás, pallavolista portoricano
- 27 gennaio - Jugurtha Hamroun, ex calciatore algerino
- 27 gennaio - Jun Jung-lin, bobbista sudcoreano
- 27 gennaio - Florian Jungwirth, ex calciatore tedesco
- 27 gennaio - Oleksandr Kas"jan, calciatore ucraino
- 27 gennaio - Mirko Kramarić, calciatore croato
- 27 gennaio - Daisy Lowe, modella britannica
- 27 gennaio - Abdoulie Mansally, ex calciatore gambiano
- 27 gennaio - Fiorella Migliore, modella, conduttrice televisiva e attrice paraguaiana
- 27 gennaio - Yamila Nizetich, pallavolista argentina
- 27 gennaio - Stevan Ridley, giocatore di football americano statunitense
- 27 gennaio - Slaviša Stojanović, calciatore serbo
- 27 gennaio - Fabrício Urio, giocatore di calcio a 5 brasiliano
- 27 gennaio - Thitipong Warokorn, pilota motociclistico thailandese
- 27 gennaio - Ricky van Wolfswinkel, calciatore olandese
- 27 gennaio - Ayron del Valle, calciatore colombiano
- 27 gennaio - Ines Špelič, calciatrice slovena
- 28 gennaio - Élise Delzenne, ex ciclista su strada e pistard francese
- 28 gennaio - Jason Hoffman, calciatore australiano
- 28 gennaio - Siem de Jong, ex calciatore olandese
- 28 gennaio - Bruno Massot, pattinatore artistico su ghiaccio francese
- 28 gennaio - Elisha Muroiwa, calciatore zimbabwese
- 28 gennaio - Antilena Nicolizas, doppiatrice e attrice teatrale italiana
- 28 gennaio - Ronny Philp, ex calciatore rumeno
- 28 gennaio - Gamze Tazim, attrice olandese
- 28 gennaio - Ivan Temnikov, calciatore russo
- 28 gennaio - Małgorzata Tomaszewska, giornalista e conduttrice televisiva polacca
- 28 gennaio - Alessandro Vaglio, giocatore di baseball italiano
- 28 gennaio - Richard Varga, triatleta slovacco
- 29 gennaio - Mohamed Abou Gabal, calciatore egiziano
- 29 gennaio - Selim Ben Djemia, ex calciatore francese
- 29 gennaio - Alex Costa dos Santos, ex calciatore brasiliano
- 29 gennaio - Abdelghani Demmou, ex calciatore algerino
- 29 gennaio - Rasheed Dwyer, velocista giamaicano
- 29 gennaio - Moctar Fall, calciatore senegalese
- 29 gennaio - Natal'ja Michajlovna Gončarova, tuffatrice russa
- 29 gennaio - Eyale Le Beau, judoka della Repubblica Democratica del Congo
- 29 gennaio - Lionn, calciatore brasiliano
- 29 gennaio - Marita Skammelsrud Lund, ex calciatrice norvegese
- 29 gennaio - Andrei Lungu, calciatore rumeno
- 29 gennaio - Jacopo Mandolini, pallanuotista italiano
- 29 gennaio - Goran Milović, allenatore di calcio e ex calciatore croato
- 29 gennaio - Mo Wandan, modella cinese
- 29 gennaio - Erjon Mustafaj, calciatore albanese
- 29 gennaio - Vasco Rocha, calciatore portoghese
- 29 gennaio - Federica Tasca, pallavolista italiana
- 29 gennaio - Kadene Vassell, velocista olandese
- 30 gennaio - Amandine Albisson, ballerina francese
- 30 gennaio - Matteo Andreoletti, allenatore di calcio e ex calciatore italiano
- 30 gennaio - Alesja Babuškina, ginnasta bielorussa
- 30 gennaio - Valentina Baldelli, cestista italiana
- 30 gennaio - Janvier Besala Bokungu, calciatore della Repubblica Democratica del Congo
- 30 gennaio - Jahvid Best, ex giocatore di football americano e velocista statunitense
- 30 gennaio - Thomas Biesemeyer, ex sciatore alpino statunitense
- 30 gennaio - Kylie Bunbury, attrice canadese
- 30 gennaio - Michael Girasole, ex calciatore italiano
- 30 gennaio - Gerard Granollers Pujol, tennista e allenatore di tennis spagnolo
- 30 gennaio - Leonard Hankerson, giocatore di football americano statunitense
- 30 gennaio - Kang Han-na, attrice sudcoreana
- 30 gennaio - Kim Sang-kyum, snowboarder sudcoreano
- 30 gennaio - Mike van der Kooy, ex calciatore olandese
- 30 gennaio - Regina Kulikova, ex tennista russa
- 30 gennaio - Tomás Mejías, calciatore spagnolo
- 30 gennaio - Olivér Nagy, ex calciatore ungherese
- 30 gennaio - Giacomo Nizzolo, ciclista su strada italiano
- 30 gennaio - César Ortiz, ex calciatore spagnolo
- 30 gennaio - Ana Camila Pirelli, multiplista paraguaiana
- 30 gennaio - Josip Pivarić, ex calciatore croato
- 30 gennaio - Leandro Sapetti, ex calciatore argentino
- 30 gennaio - Christopher Schorch, ex calciatore tedesco
- 30 gennaio - Dylan Stadelmann, ex calciatore svizzero
- 30 gennaio - Franck Tabanou, ex calciatore francese
- 30 gennaio - Khleo Thomas, attore e rapper statunitense
- 30 gennaio - Jhornan Zamora, cestista venezuelano
- 31 gennaio - Alex Agius Saliba, politico maltese
- 31 gennaio - Guilherme Andrade, ex calciatore brasiliano
- 31 gennaio - Nadir Caselli, attrice e modella italiana
- 31 gennaio - Vitalij D'jakov, ex calciatore russo
- 31 gennaio - Natalia Duco, pesista cilena
- 31 gennaio - Sebastian Eriksson, ex calciatore svedese
- 31 gennaio - Elia Favilli, ciclista su strada e mountain biker italiano
- 31 gennaio - Dontrelle Inman, giocatore di football americano statunitense
- 31 gennaio - Manuel Junglas, calciatore tedesco
- 31 gennaio - Tommy La Stella, giocatore di baseball statunitense
- 31 gennaio - Pedro Leal, calciatore costaricano
- 31 gennaio - Damián Lemos, calciatore argentino
- 31 gennaio - Sebastian Liebl, ex sciatore alpino tedesco
- 31 gennaio - Raoul Loé, ex calciatore camerunese
- 31 gennaio - ManuElla, cantante slovena
- 31 gennaio - Sainey Nyassi, ex calciatore gambiano
- 31 gennaio - Sanna Nyassi, ex calciatore gambiano
- 31 gennaio - Listner Pierre-Louis, calciatore francese
- 31 gennaio - Evgenij Pomazan, ex calciatore russo
- 31 gennaio - Olena Samburs'ka, cestista ucraina
- 31 gennaio - Danijel Subotić, calciatore bosniaco
- 31 gennaio - Ingus Šlampe, ex calciatore lettone